# Hesiquio de Mileto
Hesiquio de Mileto (siglo VI), historiador griego de Constantinopla, llamado El Ilustre, que realizó su actividad durante el reinado de Justiniano I. Según Focio (cod. 69), escribió tres obras importantes: 
1. Compendio de Historia Universal (Βιβλίον ἱστορικὸν ὡς ἐν συνόψει κοσμικῆς ἱστορίας) en seis libros, desde Belo, supuesto fundador del imperio asirio, hasta el emperador bizantino Anastasio I (muerto en el año 518). Se conserva un fragmento considerable del libro sexto, una historia de Bizancio desde sus orígenes hasta la época de Constantino el Grande.
2. Diccionario Biográfico de Hombres Doctos (Περὶ τῶν ἐν παιδεἴᾳ λαμψάντων σοφῶν), que constaba de varias secciones (poetas, filósofos). Su fuente principal fueron las obras de Elio Dionisio y Herenio Filón. Gran parte se incorporó a la Suda, según sabemos por dicha obra. Hay desacuerdo, sin embargo, sobre si la afirmación de la Suda ("de la cual este libro es un epítome") quiere decir que el compilador de esta enciclopedia tomó directamente su material de la obra de Hesiquio o de un resumen de la misma.  En general, se prefiere esta segunda interpretación. A juzgar por la evidencia interna, el epítome utilizado por la Suda se compiló hacia los años 829-837 y alteró el orden original por secciones, disponiendo las entradas en orden alfabético. A las entradas compuestas por Hesiquio se añadieron otras sobre escritores cristianos, como concesión a los tiempos. Tanto la obra original como el epítome se han perdido, aunque quedan algunos fragmentos incluidos en Focio y la Suda.
3. Historia de Constantinopla (Πάτρια Κωνστινουπόλεως), historia del reinado de Justino I (518-527) y los primeros años del reinado de Justiniano, de la que no se conserva nada.